# Леонид Симонович-Никшич
Леонид Донатович Симонович-Никшич (30. мај 1946, Москва) руска је председник Савеза православних хоругвеносаца и Руско-српског братства. Донат Николаевич Симонович-Никшич, отац Леонида Донатовича, је пореклом из породице Симоновића - потомак Вукана Немањића. Студирао је у Југославији па се вратио на филолошки факултет Московског државног универзитета. Зна словеначки језик и превео је неке новеле словеначког књижевника Ивана Цанкара.
Леонид Донатович Симонович-Никшич је 2004. године посетио Србију и Црну Гору, манастир Морачу и залаже се за славенско јединство. Организује православне поворке и сахране дарвинизма и атеизма. Јавно је спалио књиге Роулингове, Сорокина, Радзинског, јер је противник западног утицаја на културу православних Словена. Књигу Хари Потер сматра богопротивном. Леонид Донатович Симонович-Никшич каже да књига Хари Потер шири идеје сатанизма и зла. При спаљивању књига Симонович-Никшич је рекао:
Ми смо света инквизиција, зато као смо се борили са јереси, тако и ћемо се борити са њом.


## Орден
Дана 20. децембра 2006. године, патријарх московски и све Русије Алексије II га је одликовао Орденом преподобног Сергија Радоњешког III степена.